# Replay (Tamta歌曲)
是希臘裔喬治亞女歌手Tamta的歌曲。由艾力克斯·P、阿尔宾·内德勒、傑拉多·桑德爾、克里斯托弗·福格马克及维基特·斯文森共同創作，於2019年2月27日透過Minos EMI發行單曲。歌曲代表塞浦路斯參與2019年在以色列特拉維夫舉辦的2019年歐洲歌唱大賽，最終Tamta以109分獲得比賽第13名。

## 製作
時長3分53秒，每分鐘102拍，是首以b小調創作的流行舞曲。由艾力克斯·P、阿尔宾·内德勒（Albin Nedler）、傑拉多·桑德爾（Geraldo Sandell）、克里斯托弗·福格马克（Kristoffer Fogelmark）及维基特·斯文森（Viktor Svensson）共同創作。

## 歐洲歌唱大賽

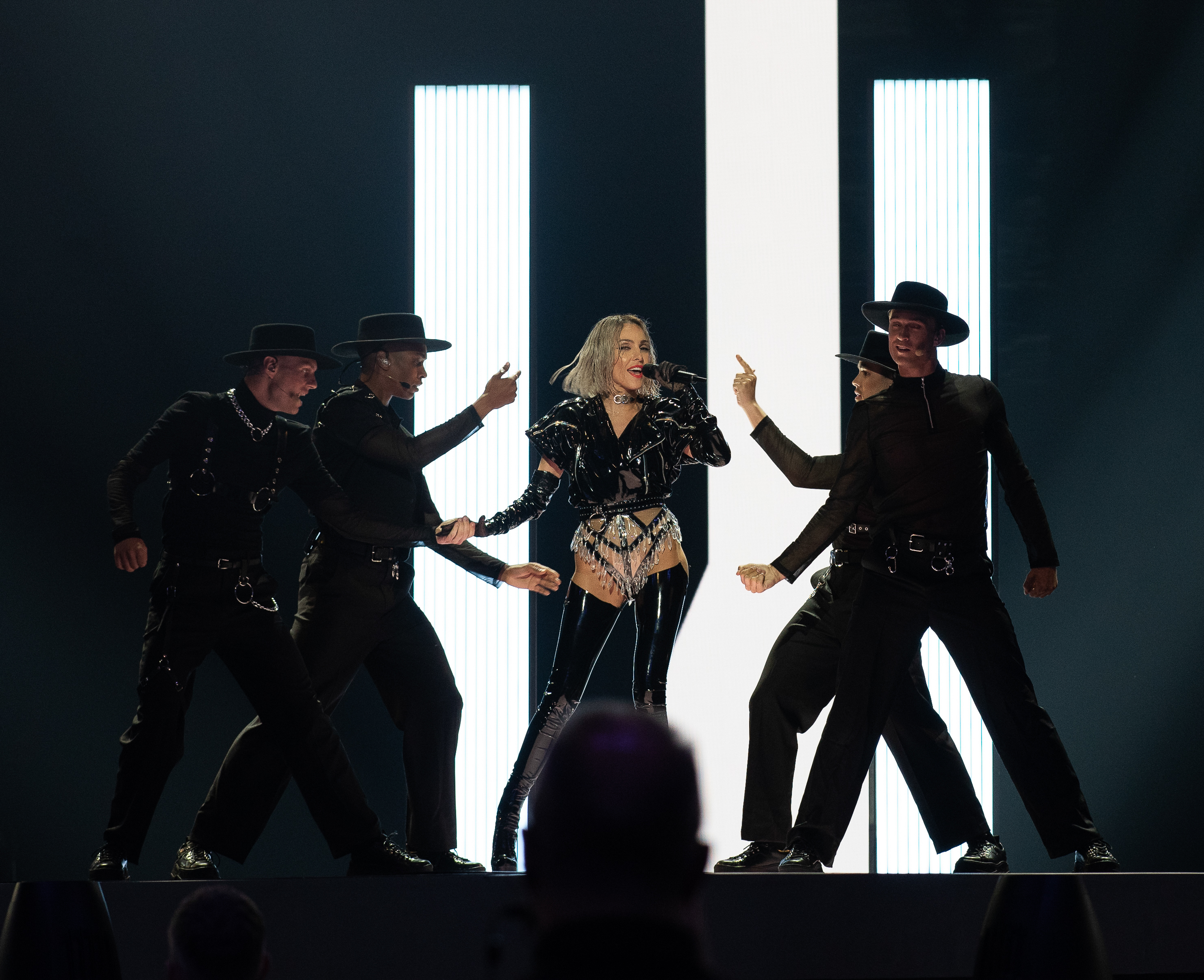
Tamta在2019年歐洲歌唱大賽

與2018年相同，賽普勒斯廣播公司（CyBC）選擇內部決定比賽人選。最終CyBC宣布，將由Tamta代表賽普勒斯參加2019年歐洲歌唱大賽。比賽歌曲於2019年2月公布。在這之前，Tamta曾有機會於2018年代表賽普勒斯參賽，但因為行程問題最終改由艾勒尼·弗雷拉代表。
經過「半決賽分配抽籤」，被安排在5月14日舉行的第一場半決賽（Semi-final 1）。根據節目製作人的安排，Tamta是首位上場選手。最終，Tamta以149分的成績獲得第一場半決賽第9名，成功進入決賽。在決賽，以101分獲得2019年歐洲歌唱大賽第15名，但由於白俄羅斯的失誤，導致比賽計分出現問題。經過重新計算的賽普勒斯分數為109分，名次上升到第13名。

## 專業評價
普遍被認為是Fuego的2.0版本。《德国之声》將列入本屆十佳歌曲，並期許Tamta的演出足夠出色到讓人念念不忘。英國《獨立報》的罗伊斯·奥康纳（Roisin O'Connor）認為與去年的作品相比，今年賽普勒斯的歌曲只是剛好及格而已。英國《地铁报》則表示相似不是壞事，並表示「難道我們的生活還缺更多嗎？」。Wiwibloggs的內部評審團對歌曲看法兩極，一派喜歡賽普勒斯再次推出充滿活力且令人雀躍的舞曲；一派則抱怨賽普勒斯不思進取，只會過度使用那套成功公式。popbitch表示對於一首複製歌曲而言，歌名取作「（重播）」顯得格外諷刺。

## 參與名單
來源：Tidal
- 製作人 – 艾力克斯·P（英语：Alex P）、維多利（Victory）
- 詞曲 – 艾力克斯·P、阿尔宾·内德勒（Albin Nedler）、傑拉多·桑德爾（Geraldo Sandell）、克里斯托弗·福格马克（Kristoffer Fogelmark）、维基特·斯文森（Viktor Svensson）
- 聯合表演者 – Tamta
- 混音 – 凱文·葛人傑（Kevin Grainger）
- 錄音製作 – 艾力克斯·P、維多利
- 工作室人員 – 凱文·葛人傑
- 主唱 – Tamta

## 榜單表現
| 排行榜（2019年）                         | 排名 |
| ---------------------------------------- | ---- |
| 比利時瓦隆（Ultratop榜外單曲榜）         | 8    |
| 愛沙尼亞（Eesti Tipp-40）                | 27   |
| 希臘（國際唱片業協會希臘分會本地單曲榜） | 2    |
| 立陶宛（AGATA）                          | 21   |
| 瑞典（瑞典最熱榜）                       | 72   |
| 英國（官方榜单公司下載榜）               | 87   |